# Blandine Le Callet
Pour les articles homonymes, voir Callet.
Œuvres principales
Une pièce montée
La Ballade de Lila K
Blandine Le Callet, née le 19 octobre 1969, est une écrivaine française, romancière, nouvelliste, essayiste et scénariste de bande dessinée. Ses romans lui ont valu plusieurs prix littéraires.

## Biographie
Ancienne élève de l'École normale supérieure de Fontenay-Saint-Cloud, agrégée de lettres classiques, Blandine Le Callet est maître de conférences à l'Université Paris-Est–Créteil, où elle enseigne le latin et la culture de l'Antiquité. Elle poursuit des recherches en littérature et philosophie sur la notion de monstruosité dans l'Antiquité.
En 2006, elle publie son premier roman, Une pièce montée, récit d’une journée de mariage à travers le regard de neuf personnages. Le roman se vend à 300 000 exemplaires et remporte de nombreux prix, dont le prix Edmée-de-La-Rochefoucauld 2006 de la première œuvre, le prix René-Fallet 2007 du premier roman, et le prix des Lecteurs du Livre de poche. Il est librement adapté au cinéma par Denys Granier-Deferre en 2010 sous le titre Pièce montée. 
Son deuxième roman, La Ballade de Lila K (paru en 2010), est une dystopie ayant pour héroïne une jeune femme à la recherche de la mère dont elle a été séparée enfant. Succès public et critique,,, le roman permet à son auteur de recevoir pour la seconde fois le prix des lecteurs du Livre de poche en 2012.
En 2013, Blandine Le Callet publie Dix rêves de pierre, recueil de nouvelles imaginant les derniers instants de dix personnages à partir d'authentiques épitaphes.
Soucieuse de diffuser la culture antique auprès du grand public, Blandine Le Callet est la scénariste de la série de bande dessinée Médée, en collaboration avec l’illustratrice Nancy Peña (quatre tomes parus aux éditions Casterman). Elle travaille ensuite à la traduction des tragédies de Sénèque, dont deux sont déjà parues dans la collection « Folio Théâtre » des éditions Gallimard (Médée, 2015 ; Œdipe, 2018).
En 2018, elle publie Le Monde antique de Harry Potter (éditions Stock), encyclopédie illustrée consacrée aux références à l’antiquité gréco-romaine dans la saga Harry Potter de J. K. Rowling.

## Œuvre

### Romans et nouvelles
- Une pièce montée, éditions Stock, 2006  (ISBN 978-2234058514) ; Le Livre de poche, 2007  (ISBN 978-2253119319)
- La Ballade de Lila K, éditions Stock, 2010  (ISBN 978-2234064829) ; Le Livre de poche, 2012  (ISBN 978-2253161752)
- Dix rêves de pierre (recueil de nouvelles), éditions Stock, 2013  (ISBN 978-2234074774) ; Le Livre de poche, 2014  (ISBN 978-2253177319)

### Autres
- Rome et ses monstres (essai), éditions Jérôme Millon, collection « Horos », 2005  (ISBN 978-2841371785)
- Le Monde antique de Harry Potter (essai), éditions Stock, 2018  (ISBN 978-2234086364)

### Traductions
- Médée de Sénèque, éditions Gallimard, collection « Folio Théâtre », 2014  (ISBN 978-2070444755)
- Œdipe de Sénèque, éditions Gallimard, collection « Folio Théâtre », 2018  (ISBN 978-2070466931)
- Tragédies complètes de Sénèque, éditions Gallimard, coll. « Folio Classique », 2022 (ISBN 9782072840036)

### Scénario de bande dessinée
- Médée, tome 1 : L'Ombre d'Hécate (avec Nancy Peña au dessin), Casterman, 2013  (ISBN 978-2203058194)
- Médée, tome 2 : Le Couteau dans la plaie (avec Nancy Peña au dessin), Casterman, 2015  (ISBN 978-2203074699)
- Médée, tome 3 : L'Épouse barbare (avec Nancy Peña au dessin), Casterman, 2016  (ISBN 978-2203097162)
- Médée, tome 4 : La Chair et le Sang (avec Nancy Peña au dessin), Casterman, 2019  (ISBN 978-2-203-14139-1)

## Distinctions
- Prix Edmée-de-La-Rochefoucauld 2006 de la première œuvre pour Une pièce montée
- Prix René-Fallet 2007[2] du premier roman pour Une pièce montée
- Prix Euregio 2009 pour Une pièce montée
- Prix des Lecteurs du Livre de poche 2007 pour Une pièce montée
- Prix Sony du livre numérique 2011[8] pour La Ballade de Lila K
- Prix Vivre-livre Val d’Isère 2011[9] pour La Ballade de Lila K
- Prix Culture et Bibliothèques pour tous 2011 pour La Ballade de Lila K
- Prix littéraire des lycéens et apprentis de Bourgogne 2011[10] pour La Ballade de Lila K
- Prix des lecteurs des Écrivains du Sud 2011[11] pour La Ballade de Lila K
- Prix des lecteurs de la ville de Brive[12] 2011 pour La Ballade de Lila K
- Prix des Lycéens-apprentis de Rhône-Alpes 2012[13] pour La Ballade de Lila K
- Prix des Lecteurs du Livre de poche 2012 pour La Ballade de Lila K
- Prix des lectrices Terrafemina 2012[14],[15] pour La Ballade de Lila K
- Prix des Incorrigibles 2015[16] pour La Ballade de Lila K

## Adaptation cinématographique
- 2010 : Pièce montée, film français de Denys Granier-Deferre, d'après son roman de 2006 Une pièce montée